# David Tremlett
David Tremlett (Saint Austell, 13 febbraio 1945) è un artista, fotografo e scultore britannico naturalizzato svizzero.

## Biografia
Tremlett è nato a St Austell, all'età di 6 mesi si è trasferito a Sticker, vicino a St Austell, in Cornovaglia, dove è cresciuto nella fattoria dei suoi genitori. Ha frequentato il Falmouth College of Art dal 1962 al 1963. Ha viaggiato dai primi anni '70 in Nord America e Australia e dal 1978 al 1987 in Medio Oriente e Africa.   
La sua prima mostra personale è stata con la Nigel Greenwood Gallery di Londra nei primi anni settanta, dove è salito alla ribalta accanto ad artisti come Richard Long, Gilbert e George.
Dagli anni Ottanta la maggior parte delle sue opere sono realizzate con la tecnica di wall drawing, eseguiti con pigmenti colorati direttamente sui muri, realizzando interventi, permanenti o temporanei, sia in musei sia in spazi pubblici o privati. L'arte di David Tremlett celebra il piacere della pura esperienza di tonalità e consistenza, ma in altre occasioni l’aspetto emotivo si allontana lasciando solo studi geometrici in cui il progetto viene esplorato senza specifico riguardo alla qualità affettiva.

### Vita privata
Vive e lavora a Bovingdon, nell'Hertfordshire, in Inghilterra. È sposato dal 1987 con Laure Genillard che gestisce uno spazio artistico a Londra.

## Opere
Nel 1992 è stato selezionato per il Turner Prize " in merito ai suoi numerosi disegni murali esposti in tutto il mondo, in particolare alla Kestnergesellschaft di Hannover".
Tremlett ha esposto a livello internazionale in gallerie private e importanti come la sua esposizione alla Tate Gallery, ora Tate Britain a Londra; al Centre Georges Pompidou di Parigi; al Museo Stedelijk di Amsterdam;  al Museo di Grenoble; al Museo Pecci, a Prato in Italia e al Museum of Modern Art di New York.
Nel 2011 gli è stato chiesto di creare un'opera per l'ingresso della sala Manton Hall nella galleria d'arte Tate Britain intitolata "Drawing for Free Thinking" che si estende su 450 metri quadrati.
Nel 2015 è stato nominato "cittadino onorario di La Morra, in Piemonte", una cittadina sopra la Capella Della Brunate, dove ha collaborato con l'artista Sol Lewitt nel 1999.
Nel 2016 ha realizzato l'esterno della Chiesetta di Coazzolo in Piemonte, in Italia, dove è stato nominato "cittadino onorario".
Nel 2017 ha completato l'atrio del South Building per l'edificio Bloomberg London a Londra. 

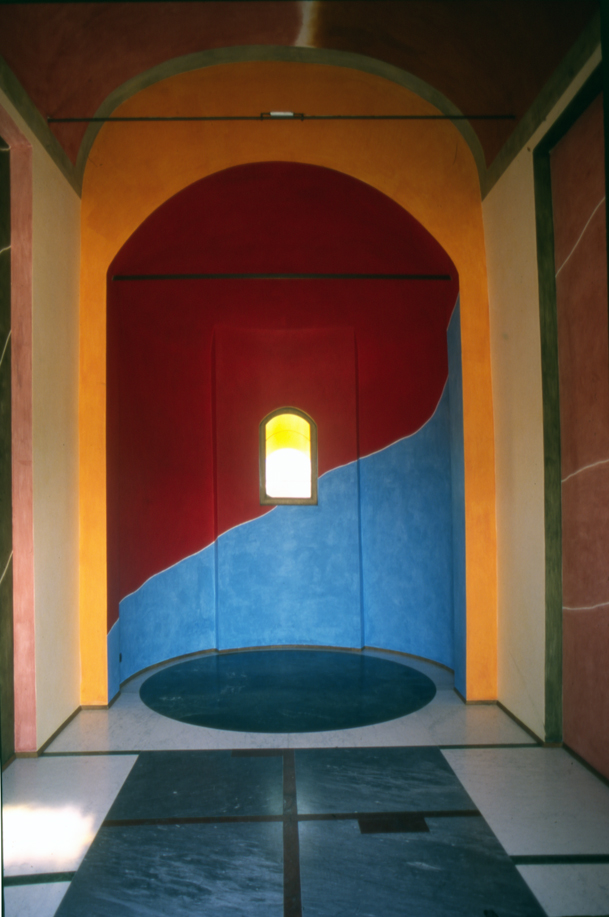
Disegni murali interni della Cappella del Barolo, La Morra, Piemonte, Italia. Con l'aiuto della famiglia Ceretto

Nel 2019 realizza dipinti murali per l'intera Via di Mezzo a Ghizzano, Toscana, Italia.
Inoltre in quell'anno ha completato l'esterno di 3 cappelle a Rossa, Grigioni, Svizzera.   
Nel 2022, realizza Wall Drawing OUT e Wall Drawing IN a gli Horti Borromaici a Pavia.   

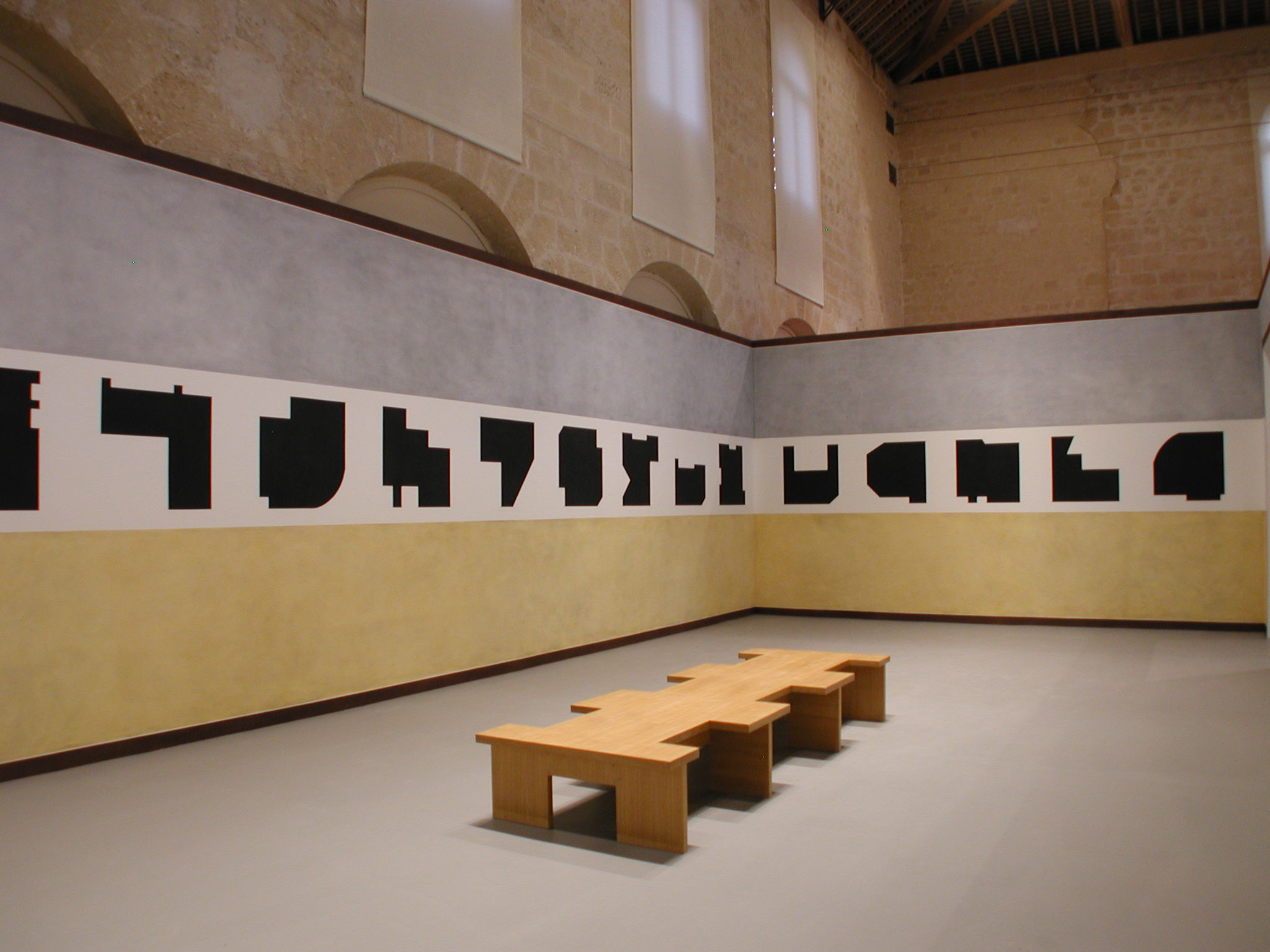
FRAC, Piccardia, Francia, 1993
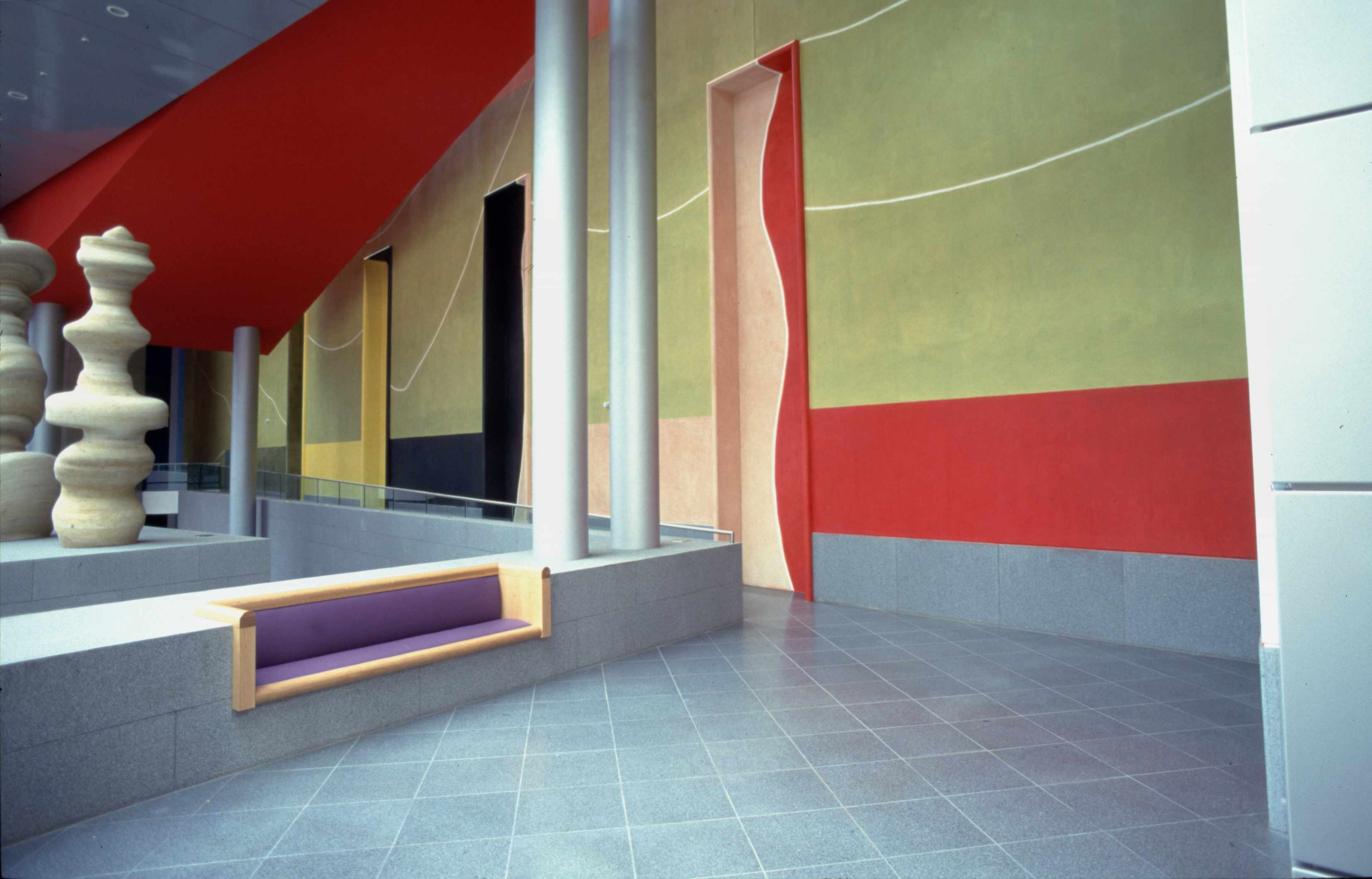
Mura dell'ambasciata britannica, Berlino, 2000
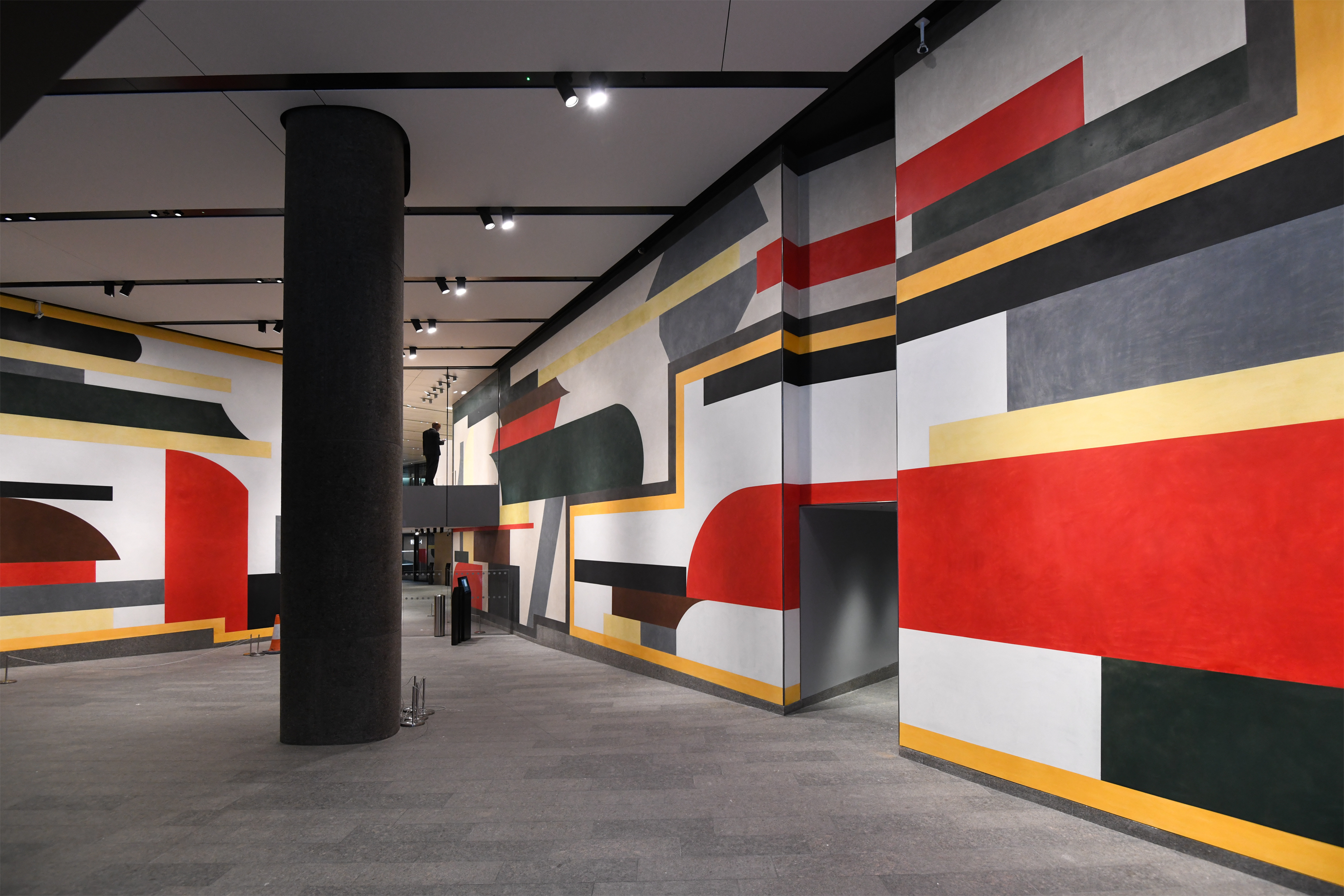
"City Drawing" Bloomberg, Londra 2017
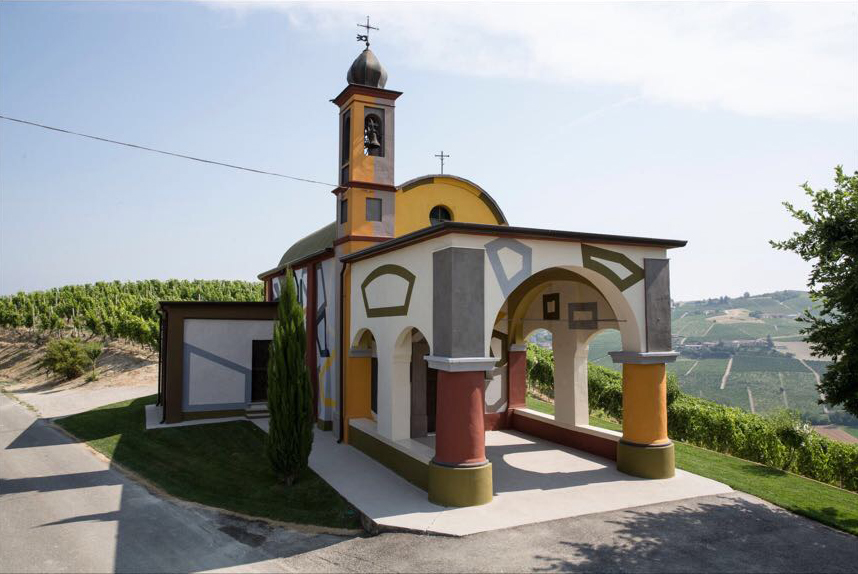
Vista del Portico, Chiesetta della Beata Maria Vergine del Carmine (Chiesa della Madonna del Monte Carmelo), Coazzolo, Piemonte, Italia 2017
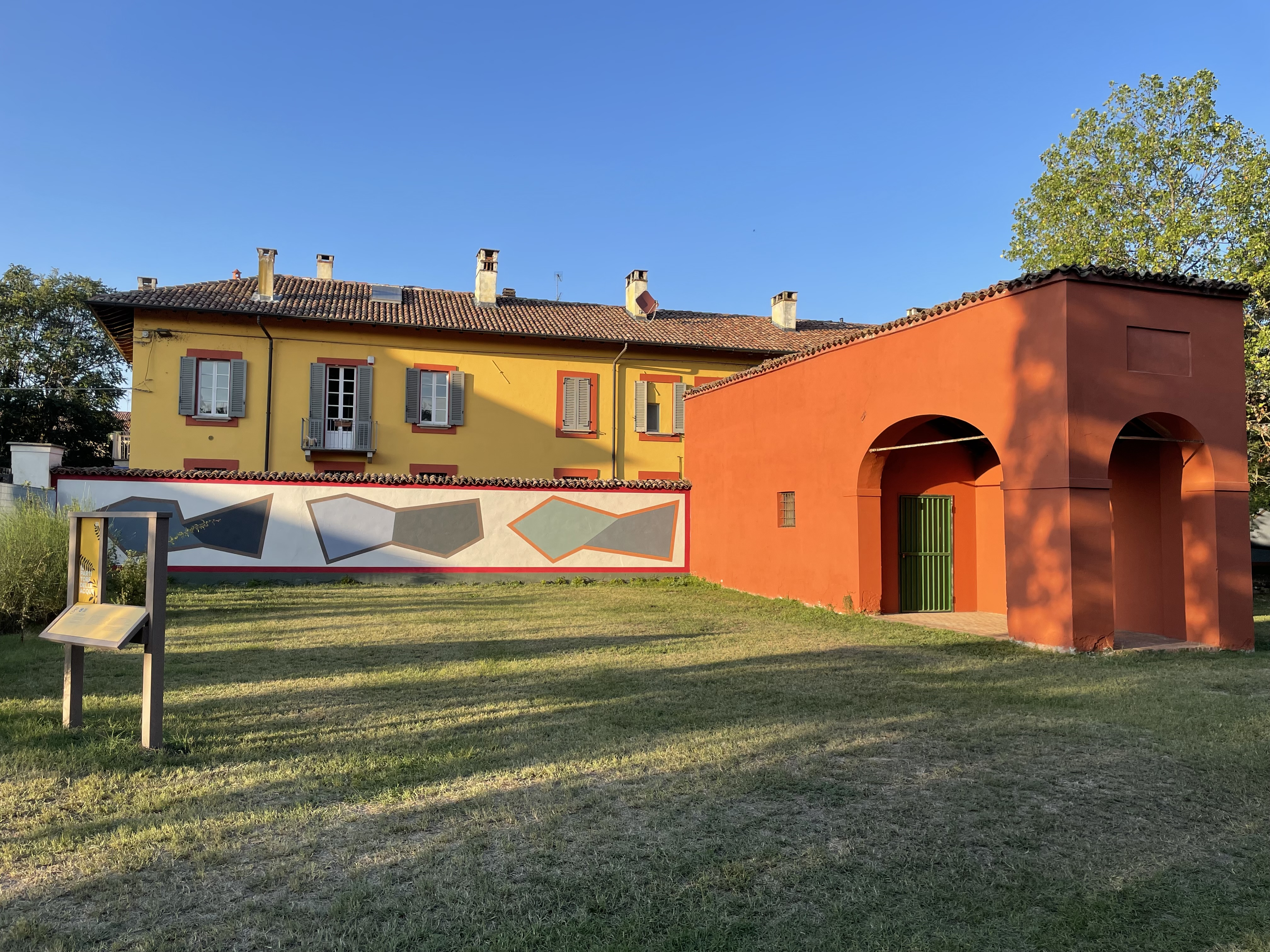
Wall Drawing OUT, Pavia, Horti Borromaici.